# Antropología social
La antropología social es la rama de la antropología general que estudia la estructura social de las diversas sociedades humanas. Es el constituyente dominante de la antropología en el Reino Unido y su Mancomunidad de Naciones y la mayoría de Europa (Francia, en particular), mientras que en los Estados Unidos la antropología social está considerada como parte de la antropología cultural.
Se distingue de la antropología cultural por diversas razones. Por un lado, por su énfasis en la organización y formas de asociación de los diversos grupos humanos. Por otro,  la cultura (incluyendo narrativas, rituales y el comportamiento simbólico asociado con estas) ha sido tradicionalmente considerada como la "variable" dependiente por la antropología social, incrustadas en su contexto histórico y social, incluyendo su diversidad de posiciones y perspectivas, ambigüedades, conflictos y contradicciones de la vida social; más que la variable independiente (explicativa). Por último, su origen se encuentra en el Reino Unido, influida por la sociología francesa.
Las diferencias entre las perspectivas de las tradiciones británica, francesa y estadounidense han disminuido para dar paso cada vez más a diálogos y préstamos de teorías y métodos, incluso los nombres formales de las instituciones ya no necesitan reflejar el contenido de disciplinas que estudian al completo. Algunos, como el Institute of Social and Cultural Anthropology (Instituto de Antropología Social y Cultural en inglés) de Oxford ha cambiado su nombre para reflejar el cambio de composición.
En el pasado, los temas de interés de los antropólogos sociales incluían las convenciones, la organización económica y política, el derecho y la resolución de conflictos, los patrones de consumo e intercambio, el parentesco y las estructuras familiares, las relaciones de género, la maternidad y la socialización, religión; mientras que en la actualidad, los antropólogos sociales también se interesan por temas como la globalización, la violencia étnica, los estudios de género, el transnacionalismo y las experiencias locales que de él se desprenden y las culturas emergentes del ciberespacio y también pueden mediar conflictos de intereses entre defensores del medio ambiente y responsables del desarrollo económico. Algunos antropólogos británicos y americanos, entre los que se encuentran Gillian Tett y Karen Ho, que estudiaron la Bolsa de Valores de Wall Street, proporcionaron una explicación alternativa sobre la crisis financiera de 2007–2010 frente a las explicaciones técnicas vinculadas a las teorías políticas y económicas.

## Historia

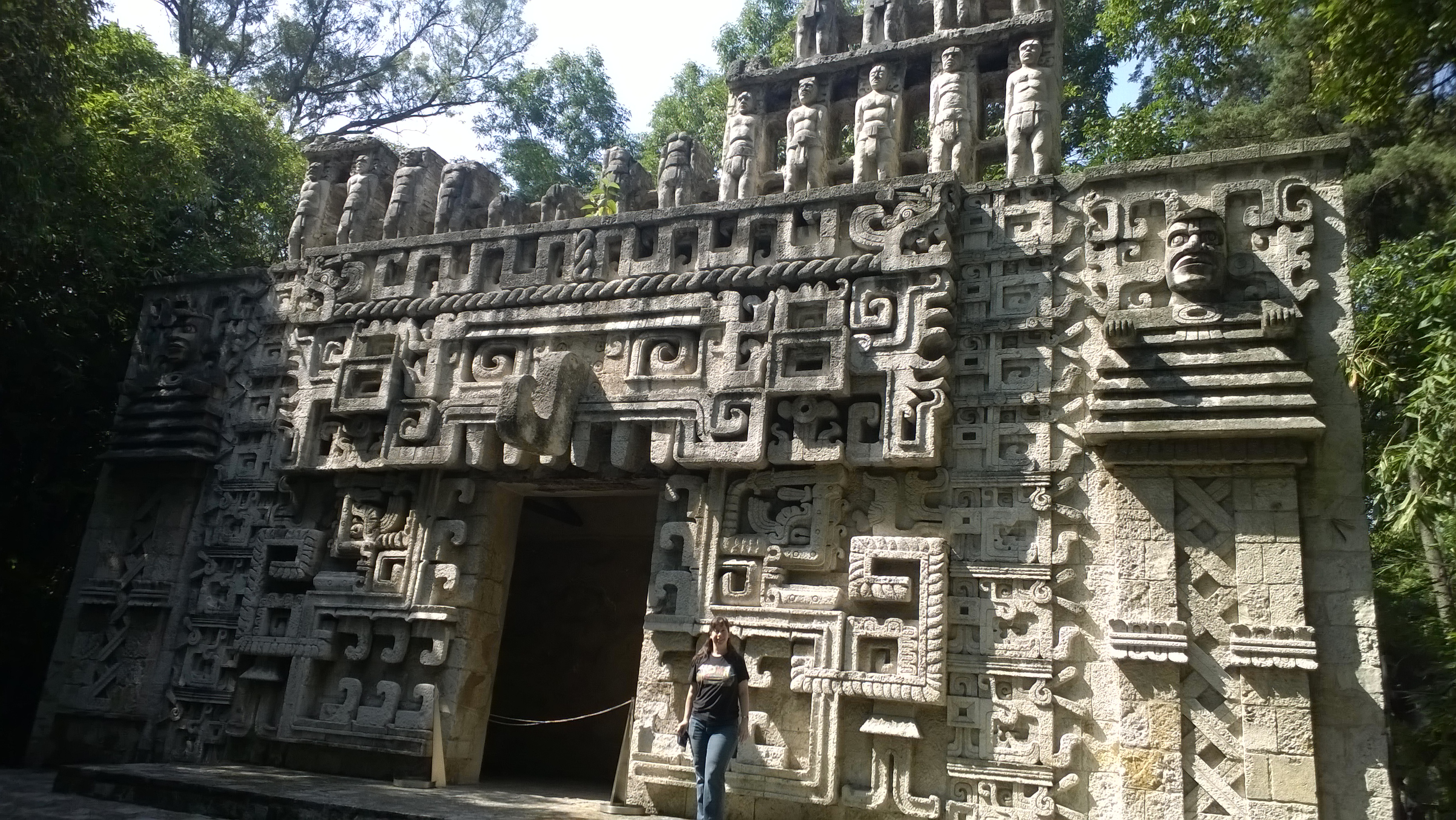
A diferencia de otras ciencias sociales, la antropología utiliza un enfoque intercultural.

Recién en la época moderna, con el Renacimiento Italiano, se ve por primera vez el término Antropología usado como denominación de una disciplina. El término aparece en la obra de Galeazzo Capella (1533), publicada en Milán con el título de L´Antropología o vero ragionamiento della natura humana.
Hacia el siglo XVIII, la Antropología Moderna o Tradicional, surge como producto de la Ilustración Europea donde se cristalizan ya los principios modernistas. Ese proceso da origen a una ideología iluminista centrada en un progreso civilizatorio, basado en la verdad de la razón y de la ciencia. En este sentido, la Antropología Social deviene de la Ilustración y se estructura a través del mismo proceso que provocó la diferenciación de las ciencias sociales modernas.
El concepto de "antropología social" aparece por primera vez en España, en 1877, cuando Hermenegildo Giner de los Ríos, secretario de la Institución Libre de Enseñanza, redacta la obra "Programas de biología y antropología", en cuya primera parte - titulada Biótica general - se plantean vínculos entre el cuerpo y el espíritu, haciendo referencia a la humanidad común y a las humanidades particulares (razas, pueblos y familias) que hoy se denominan culturas. En esta obra, el término antropología social se aplica en relación con las nociones de sociedad, familia, nación, Estado, religión, derecho y arte.
La antropología social tiene sus raíces en varias disciplinas del siglo XIX, entre las que se incluyen la etnología, estudios de folclore y estudios clásicos. (Véase Historia de la Antropología) Sus precursores fueron Edward Burnett Tylor y James George Frazer con sus trabajos a finales del siglo XIX, los cuales sufrieron grandes cambios tanto en su metodología como en la teoría durante el periodo 1890 - 1920 e hicieron evidente un nuevo interés por el trabajo de campo y los estudios holísticos a largo plazo del comportamiento social en entornos naturales. También vemos en esta época cómo se introdujeron las teorías sociales francesa y alemana. Bronislaw Malinowski, una de las mayores influencias en la antropología social británica, destacó la importancia de los trabajos de campo a largo plazo en los que el antropólogo aprende la lengua vernácula y se implica en las actividades diarias de los habitantes locales. Esta idea fue reforzada por Franz Boas al introducir el relativismo cultural, el cual apunta que cada cultura se construye sobre la base de una serie de ideas preconcebidas sobre el mundo, por lo que solo es posible entender dicha cultura desde la perspectiva de sus propios valores. Boas planteaba la necesidad de una reconstrucción rigurosamente histórica basada en la recopilación de relatos míticos y rituales, tomados en sus idiomas originales.

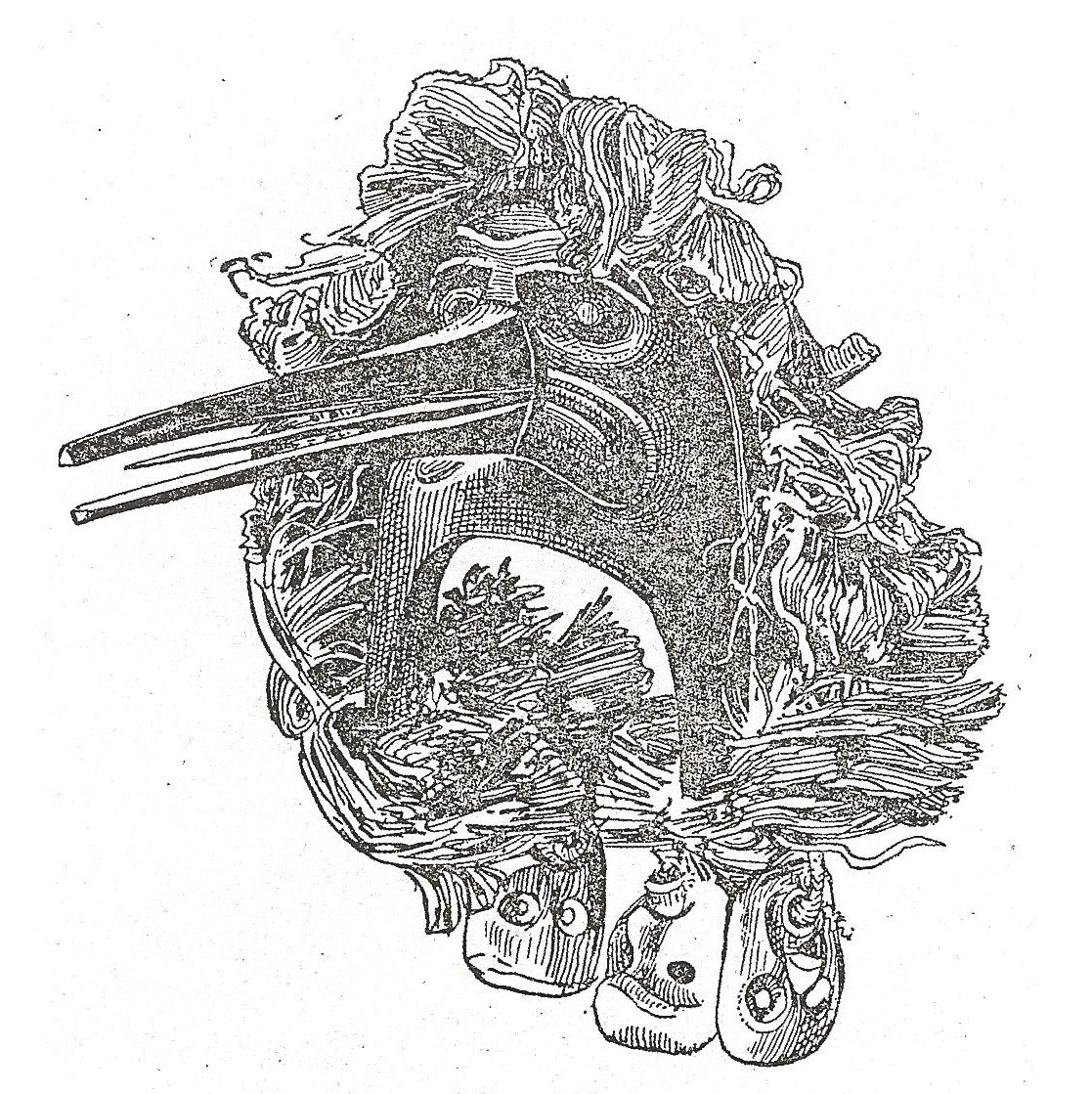
Máscara de la tribu kwakiutl. De acuerdo a Kate Dunkan, la máscara representa a una de las aves caníbales ayudantes de ""Bakbakwalinooksiwey""

 La decisión fue tomada por la progresiva extinción de las culturas indias de Norteamérica que eran el objeto de estudio de la escuela creada por Boas llamada Particularismo Histórico.

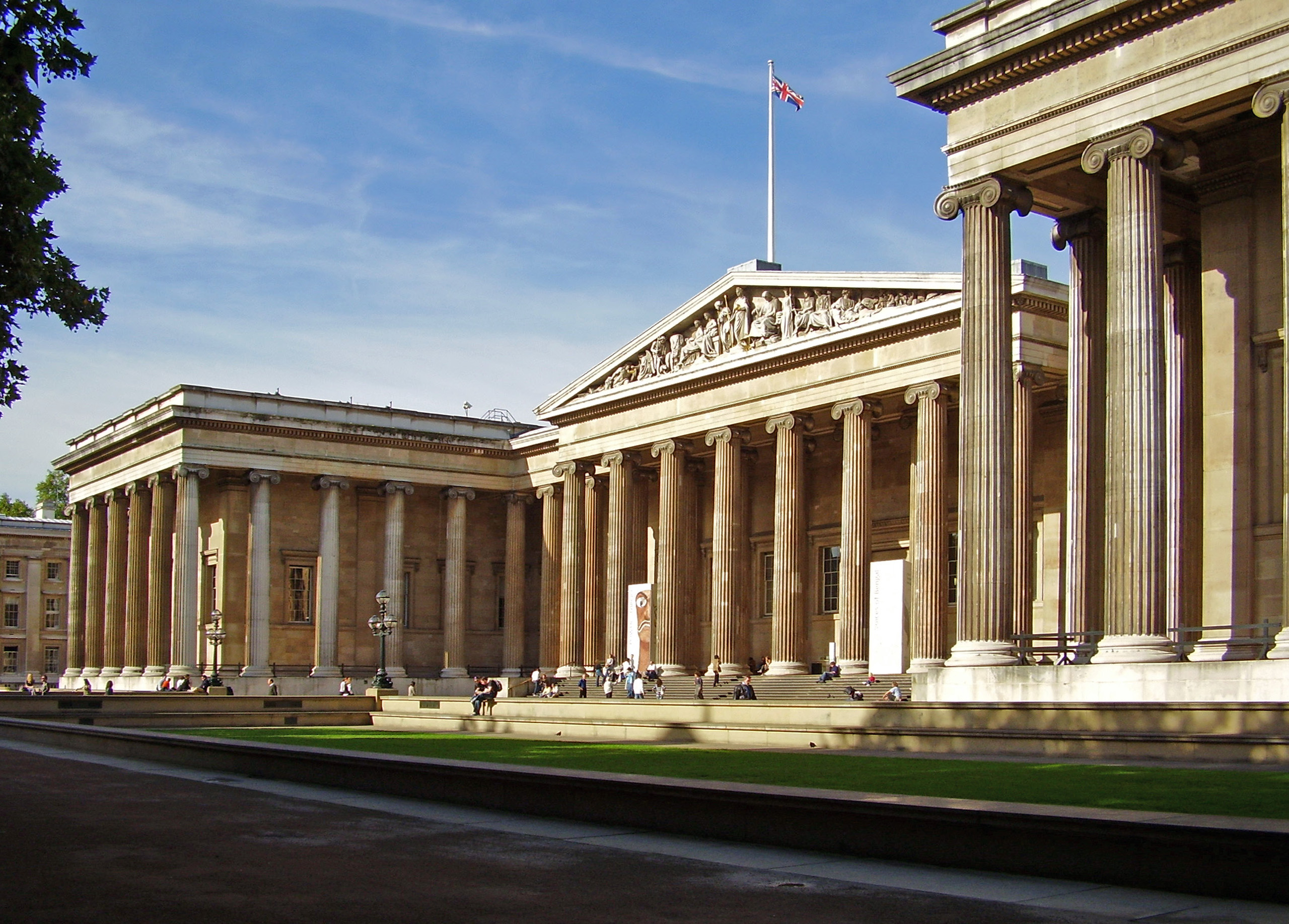
El Museo Británico, Londres

Museos como el Británico no eran el único que daba cabida a los estudios de antropología. Con la llegada del periodo del Nuevo Imperialismo alrededor de 1870, los zoológicos se convirtieron en "laboratorios libres", especialmente las supuestas "exhibiciones etnológicas" o "ciudades de negros". Los llamados "salvajes" de las colonias eran mostrados en estos zoológicos humanos, en jaulas y casi siempre desnudos. Por ejemplo, en 1906, el pigmeo congolés Ota Benga fue enjaulado en el Zoológico del Bronx por el antropólogo Madison Grant, y fue denominado "el eslabón perdido" entre el orangután y la raza blanca. Grant, famoso eugenista, es también el autor de The Passing of the Great Race (1916). Este tipo de exhibiciones eran intentos de ilustrar y probar la validez del racismo científico, la primera formulación del cual se puede atribuir a Arthur de Gobineau y su "Ensayo sobre la desigualdad de las razas humanas" (1853–55). Aún en 1931, la Exposición colonial de París exhibía en la "ciudad indígena" Kanaks de Nueva Caledonia, y recibió 24 millones de visitas en seis meses, demostrando así la popularidad de dichos zoológicos humanos.
La antropología se fue distanciando cada vez más de la historia natural, y para finales del siglo XIX empezó a coger forma tal y como la entendemos hoy en día. En 1935, por ejemplo, T.K. Penniman escribió la historia de dicha disciplina en su libro "Cien años de antropología". En aquellos tiempos, el método comparativo dominaba la praxis. Se asumía que todas las sociedades pasaban por un proceso evolutivo único y común, de la fase más primitiva a la más avanzada. Así pues, las sociedades de fuera de Europa se consideraban "fósiles vivientes" que podían ser estudiados para entender el pasado occidental. Los investigadores escribieron relatos sobre migraciones prehistóricas que en ocasiones tenían valor, pero a menudo pecaban de fantasiosos. Fue en esta época que los europeos fueron capaces de rastrear de manera precisa migraciones polinesias a través del océano Pacífico, aunque muchos creían que éstas se habían originado en Egipto. Finalmente, el concepto de raza fue considerado como una herramienta para clasificar y jerarquizar seres humanos sobre la base de sus características.

## Enfoque y práctica
La antropología social se distingue de otras materias como la economía o las ciencias políticas por su enfoque holístico y la atención que presta a la diversidad comparativa de sociedades y culturas alrededor del mundo. Este enfoque brinda a la antropología la posibilidad de reexaminar presupuestos occidentales. Se diferencia de la sociología tanto en sus métodos principales (basados en la observación participante y la competencia lingüística) como en la importancia que atribuye a los microestudios.  Va más allá de aquello que se considera estrictamente como fenómeno social y profundiza en sus elementos culturales, artísticos, individuales y cognitivos. Muchos antropólogos sociales utilizan métodos cuantitativos de análisis también, especialmente aquellos que investigan temas como las economías locales, la demografía, la ecología humana, los procesos cognitivos o la salud y las enfermedades. Por otra parte, en la medida en que los enfoques teóricos son utilizados para describir el objeto de estudio, la antropología social puede devenir en funcionalismo, culturalismo, evolucionismo, estructuralismo, etc.

### Especializaciones
Aunque en general, la antropología social se puede definir como el estudio integral, comparado y aplicado de los fenómenos culturales, las especializaciones de la antropología social varían a la vez que los objetos de estudio evolucionan se transforman, así como aparecen nuevos paradigmas intelectuales: la musicología y la antropología médica son ejemplos actuales de nuevas especialidades firmemente establecidas.
Otras áreas recientes de desarrollo cognitivo son: el análisis social y ético de las nuevas tecnologías, patrones emergentes de organizaciones familiares y de parentesco, el debate sobre el deceso del socialismo de estado, las implicaciones políticas del aumento de la religiosidad y las auditorías culturales.
La antropología ha influenciado a otras disciplinas como la filosofía (ética, fenomenología, lógica), la historia de la ciencia, el psicoanálisis y la lingüística.

### Aspectos éticos
Esta materia cuenta con aspectos tanto éticos como reflexivos. Los expertos analizan cómo los estudiantes construyen los objetos de estudio y las maneras en que ellos, como antropólogos, pueden contribuir en los procesos de cambio de las sociedades que estudian. Un ejemplo es el Efecto Hawthorne, por el cual los sujetos de un estudio alteran su comportamiento debido a saber que están siendo observados y estudiados.

## Estudio Latinoamericano de la Antropología Social
En Latinoamérica, actualmente, el estudio de la Antropología Social, se encuentra institucionalizado en diversas carreras y orientaciones. Una de las más reconocidas es la maestría de Antropología Social de la Facultad Latinoamericana de Ciencias Sociales (FLACSO, en Argentina) que posee reconocimiento oficial y validez en muchos países. Es de modalidad presencial y se acredita con una tesis.
Se creó debido a la demanda creciente de profesionales en investigación básica y aplicada. Busca recuperar los aportes de los estudios que dan cuenta de los debates actuales en el campo de la Antropología social y política. En su formación, se incorporan herramientas metodológicas y conceptuales para actualizar tareas de investigación básica, docencia y para la elaboración de políticas aplicadas al desarrollo. Así, sobre la base del aprendizaje adquirido por los alumnos de la Maestría se busca contribuir a la formación de investigadores, de diseñadores de políticas públicas y de docentes en la disciplina y especialidades que comprende la propuesta. 
Otra de las instituciones más reconocidas a nivel latinoamericano es la Escuela nacional de Antropología e Historia (ENAH) creada en 1946 y que es parte del Instituto Nacional de Antropología e Historia (INAH) que posee una Licenciatura en Antropología social.

## Enseñanza de la antropología social en Argentina

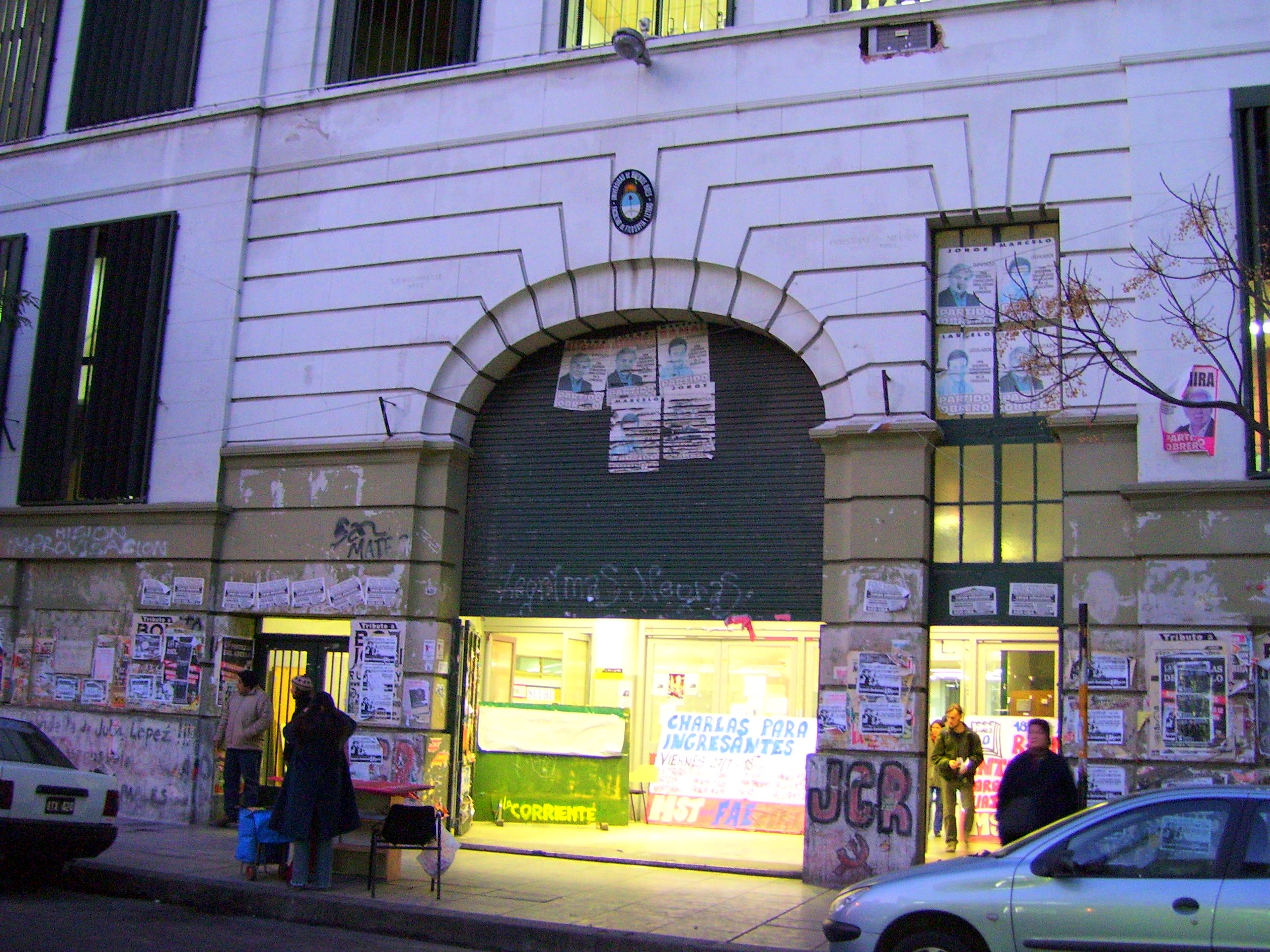
Sede de Filosofía y Letras de la UBA, donde se dicta la carrera Ciencias Antropológicas.

En Argentina, el surgimiento de la antropología social se enmarca institucionalmente hacia 1957 con carreras independientes en la Facultad de Filosofía y Letras de la UBA. El Departamento de Ciencias Antropológicas se creó a partir de la autonomización de un grupo de materias de la carrera de Historia y en relación con el Museo Etnográfico.
En la Universidad de Buenos Aires, la enseñanza de la antropología social se origina a partir del departamento de Sociología, con una primera cátedra con este nombre a cargo de Ralph Beals y luego de Abraham Monk, quien fue el que bautizó su asignatura a cargo con el nombre de "antropología social y cultural", aunando así las tradiciones británica y norteamericana.
A partir de 1984, cuando se planteó en la UBA la creación de una Facultad de Ciencias Sociales, sobre la base de sociología y de otras carreras, fueron arduas las discusiones acerca de la posible incorporación a ella de la antropología, hasta que se decidió que esta carrera permaneciera en el ámbito más tradicional de las humanidades, la Facultad de Filosofía y Letras. Desde allí, se fue generando fuertemente una tradición en investigación social.
Fuera de la Universidad de Buenos Aires, la antropología social como carrera de grado independiente se desarrolló fugazmente en la ciudad de Mar del Plata, en la provincia de Salta y en las provincias de Santa Fe y Misiones, donde perduran hasta la actualidad.